# 英克勒库单抗
英克勒库单抗（INN：Inclacumab；开发代号：LC1004-002）是一种人单克隆抗体，设计用于治疗心血管疾病，如心肌梗塞。该药物已获得罗氏公司许可。